# Microsorum leandrianum
Microsorum leandrianum là một loài dương xỉ trong họ Polypodiaceae. Loài này được Tardieu mô tả khoa học đầu tiên năm 1959.